# 乱と灰色の世界
『乱と灰色の世界』は、入江亜季による日本の漫画作品。作者初の長編連載作品。2008年12月発売の『Fellows!』（エンターブレイン）において連載を開始し、2015年4月発売の『ハルタ』にて完結した。この間に、『Fellows!』が『ハルタ』に誌名変更している。コミックスは全7巻が発行されている。
物語の主な舞台は地方都市・灰町であり、90キロメートルほど離れた魔法使いの村も重要な位置を占めている。内容は主人公の乱を中心とする魔法ファンタジーであるが、魔法使いと骸虫（むし）との死闘も大きなテーマとなっている。
Webサイト・ガジェット通信による、2015年に完結したマンガを対象にした「完結マンガ大賞2015」において銀賞を受賞した。

## あらすじ
乱は不器用な魔法使い
漆間家の長女・乱は魔法にも、人間関係にも不器用であり、お気に入りの大人サイズの靴を履くと大人に変身し、魔法を使うことができる。母親の静は最強の魔女であり、骸虫の巣穴を封じるために魔法使いの村に居なければならず、父親の全は黒羽衆のとりまとめ忙しく、陣が乱の引き起こす騒動の後始末をしている。ある日、乱は大人の姿で空を飛び、凰太郎のペントハウスに墜落してしまう。プレーボーイで慣らした凰太郎は乱の不思議な力に惹かれていく。乱は大人に変身しているところを日比に見られたことを知り、記憶を消そうと頭をフライパンで殴り、騒動となるが、日比に説教をされて友達関係が生まれる。
骸虫騒動と陣の発情期
珊瑚が魔法使いの村からやって来て、小指ほどの骸虫が静の網をくぐり抜け灰町に潜んでいるという。黒羽衆が集結し、全は骸虫の擬態を見抜き、小槌を大きくしてたたきつぶし、黒羽衆は炎で焼く。しかし、骸虫は2匹に分裂しており、残ったものは凰太郎に寄生する。別珍先生は骸虫の本体を取り出すことができたが、すでに卵が産み付けられていた。漆間家の朝ご飯に陣が起きてこないので珊瑚が起しに行く。発情期に入った陣は珊瑚を押し倒し、キスしたところで乱の飛びけりとなる。陣は久しぶりにすがすがしい朝を迎えると、陣の布団の中には珊瑚が眠っている。陣はあやまろうとするが、珊瑚は上機嫌である。
乱の特訓
乱の魔法の訓練は雑念が多くあらぬところに効いてしまう。花瓶、冷蔵庫、お風呂が沸騰し、肝心な杯は変化が無い。学校の調理実習では大騒動を引き起こし、静が後始末をする。騒動の中で日比が乱と仲良くしたいことが分かる。乱は学校の友達を増やそうと転校生の仁央に声をかける。仁央は乱を許さないと言い、雷轟を出して教室を混乱させる。乱は魔法で対抗しようとして、混乱に拍車をかける。たま緒は乱の魔力のイメージをすごく重いこしあんと聞き、軽い綿菓子にイメージを変えさせる。これで、少しずつちぎりやすくなり、乱は多少は魔法を使えるようになる。
巣穴の扉が破壊される
凰太郎は骸虫に導かれ魔法使いの村に行き、「扉」を開けようとする。扉が開かれ、天井から静の魔力を込めた多数の水瓶から水が巣穴と周辺に注ぎ込まれるが、上空の骸虫の群れが四角錐の固まりになって落下し、扉を完全に破壊する。力のある魔法使いたちは封印珠を使い、村ごと結界で封印する。魔法使いたちはすべて漆間家に避難し、陣が戻ってくると家は数倍の大きさに増築され、庭には温泉が湧いている。凰太郎はもう手遅れで燃やすしかないと言われた乱は、灰町のすべての火を消してしまう。この影響は、魔法使いの村にも及び、骸虫退治に火の魔法が使えなくなり、致命的な結果となるところであった。
骸虫との戦い
魔法使いの村の封印は骸虫の圧力でひび割れ砕け散る。次の瞬間、封印珠は形を変え結界を維持する。わずかに脱出した骸虫に対して、白狗衆は狐に変身してかみ砕く。白狗衆は電撃の魔法で空中の骸虫をたたき落とし、それを集めて食べ尽くし、巨大化する。最後の結界が破られ、凰太郎が姿を見せる。骸虫は集合し巨大な球形になり、灰町に向かう。黒羽衆の努力で骸虫は分散する。灰町の入り口には全が陣取り、小槌を巨大化させ振るい、圧縮された空気の圧力で骸虫を地面に押しつける。骸虫は巨大なムカデ状になり、そこに超巨大な木槌が振り下ろされる。その直前にプリンくんに乗った乱が凰太郎を拾い上げる。
最後の1匹
戦いが終わり、漆間家では大宴会となる。ところが、凰太郎が再び動き出し、陣、乱、全、静が次々と倒される。珊瑚の魔法の紐で結ばれ、見えなくなった日比が乱の体に食い込んでいる毒のくさびを引き抜く。日比は陣の体のくさびも引き抜くが、毒のため手は焼けただれたようになる。全を助けようとしているとき、紐が解けてしまい、危ういところを陣に救われる。乱は骸虫を封じ、凰太郎を抱きしめる。凰太郎は意識を取り戻し、骸虫は人の部分を残し、黒い凰太郎となって陣と日比を追う。陣は黒い凰太郎を振り切り、静に巻き付いている骸虫を噛みちぎり、復活した静は氷のくさびで黒い凰太郎を地面に縫い付ける。
凰太郎の死と乱の再生
凰太郎はすでに骸虫に食い荒らされており、乱が魔法で生かし続けている。凰太郎は親しい人に最後のお別れを言い、乱の眠りと共に息絶える。乱の炎封じの魔法もとけ、灰町には炎が戻り、骸虫を焼やした後の灰が雪と共に降る。乱はそれから36日間眠り続ける。乱の意識は灰町を駆け巡り凰太郎を探すが見つからない。水分を失った乱は細かく砕け散り、海水を吸って多くの小さな乱になる。日比の説得で小さな乱たちは一つになり、新しい乱となる。乱は精神的に大きく成長し、細やかな魔法を使えるようになる。乱は全に両親のような魔法使いになる決心を告げ、たま緒と一緒に遠くの地で修行することにする。
最終話
珊瑚の妊娠がバレて陣は全から鉄槌をもらい、改めて夫婦になってくれと結婚を申し込む。二人の結婚式の日に乱が戻ってくる。それから数年間が過ぎ、灰町に直径10メートルほどの隕石が秒速7キロメートルで落ちてくる事態に、乱は巨大な蓮の花で隕石を受け止める。

## 登場人物
漆間 乱（うるま らん）
本作品の主人公、漆間家の長女で小学生。灰町にきてから家族以外のクラスメイトなどの周囲の環境に馴染めておらず、学校生活においても孤立しており、それが原因で同郷の子ども達からいじめの標的にされていた。実は桁外れに大きな魔力の潜在能力をもっているものの、不器用でその扱い方がよく分からない。唯一、大人サイズの特別な靴を履くと大人に変身し魔法を使えるが、家では禁止されている。たま緒の指導で少しずつ魔法使いとして成長していく。
漆間 陣（うるま じん）
漆間家の長男で高校生。乱のお目付役となっている。成績優秀、スポーツ万能、硬派であり、男子からは尊敬され、女子からは慕われる。狼に変身する特殊能力もつことから、発情期には家や学校で騒動を引き起こす。珊瑚とは相違相愛で結ばれる。
漆間 全（うるま ぜん）
漆間家の当主で乱と陣の父親。鴉に変身できる黒羽衆の頭目で、超一流の実力者でありながらも奢るところがなく、他の魔法使いからの人望も厚い。戦いの際には小槌を巨大化させ強大な破壊力を生む。
漆間 静（うるま しずか）
全の妻で乱と陣の母親。歴代最強とされる魔女であり、普段は魔法使いが住む村で「扉」を封じる重要な任務を果たしている。天真爛漫な性格で、魔法使いとして最強でも、魔法には極めてだらしがなく、漆間家に戻ってきては騒動を引き起こす。
月光院 仁央（げっこういん にお）
乱のクラスに転校してきた魔法使いの美少女。月光院家の跡取りとして母親から厳しく教育されており、同世代の中では抜きんでた魔法を使いこなせる。たま緒に憧れ、弟子入りを望んでいたが叶わず、乱に嫉妬する。
橘 たま緒（たちばな たまお）
生まれながらに魔力をもっていないため魔法が使えない魔女。魔力の発生原理と活用方法について体系的な知識を会得しており、魔法研究の第一人者である。静も頼りにしており、乱の指導を頼み込んだ。
皇 瑪瑙（すめらぎ めのう）
皇四姉妹の長女。強い魔力の持ち主で攻撃性のある氷と雷の魔法を使う。
皇 瑠璃（すめらぎ るり）
皇四姉妹の次女。銀の髪を刀のように扱う魔法を使う。
皇 珊瑚（すめらぎ さんご）
皇四姉妹の三女。魔力を込めて紡いだ糸を自由自在に操ることができ、それ用い結界を張ることや透明化することができる。幼い頃の出来事で慕っていた陣と結ばれる。
皇 琥珀（すめらぎ こはく）
皇四姉妹の末っ子の四女。「炭火焼きの魔法」しか使えず、優秀な姉たちにコンプレックスを抱いている。
別珍先生（べっちんせんせい）
魔法使いの老医師。灰町の病院から魔法絡みの難病で呼ばれることもある。凰太郎に入り込んだ骸虫を透視し除去するが、産み付けられていた卵は見逃していた。
日比 誠（ひび まこと）
乱のクラスメイトで花屋の息子。学校でのいじめの中心人物であるが、様々な出来事を得て乱に惹かれるようになる。乱が大人から子供の姿に戻るところを目撃してもその想いは変わらない。作品後半には乱と陣に食い込んだ毒のくさびを素手で抜き取り、漆間家の危機を救い、乱の新生も促す。
三門 凰太郎（みかど おうたろう）
大企業の青年社長で享楽的なプレイボーイ。迷い込んできた大人の姿の乱と出会い、彼女に惹かれていく。作品の後半には骸虫に寄生され、乱を悲しませる。
骸虫（むし）
地の底からわき出してくる虫のようなもの。毒を振りまき、あらゆるものを汚染し、風化させる。殺しても死なず特殊な炎を錬成することで巣穴に閉じ込めることができた。魔法使いたち封じの魔法を幾重にもかけた「扉」を置き、その地を守っている。
黒羽衆（くろばねしゅう）
全に率いられる鴉に変身できる男たちの呼び名。様々な魔法を使うことができる。骸虫との戦いでその多くが死傷する。
白狗衆（しらこましゅう）
洲々呂に率いられる狐に変身できる男たちの呼び名。黒羽衆とは気が合わないが、全には敬服しており、共に骸虫と戦う。

## 書籍情報
- 入江亜季 『乱と灰色の世界』 KADOKAWA 〈ビームコミックス〉、全7巻
  1. 2009年11月27日初版初刷発行（11月16日発売）、ISBN 978-4-04-726145-7
  2. 2010年11月26日初版初刷発行（11月15日発売）、ISBN 978-4-04-726849-4
  3. 2011年7月27日初版初刷発行（7月15日発売）、ISBN 978-4-04-727383-2
  4. 2012年7月26日初版初刷発行（7月14日発売）、ISBN 978-4-04-728116-5
  5. 2013年9月26日初版初刷発行（9月14日発売）、ISBN 978-4-04-729164-5
  6. 2014年4月25日初版初刷発行（4月14日発売）、ISBN 978-4-04-729576-6
  7. 2015年6月26日初版初刷発行（6月15日発売[2]）、ISBN 978-4-04-730582-3

単行本発売元は第1巻から第4巻までは「発行：エンターブレイン / 発売：角川グループパブリッシング」、第5巻は「発行：エンターブレイン / 発売：KADOKAWA」、第6巻は「企画・制作：エンターブレイン / 発売：KADOKAWA」、第7巻は「編集：エンターブレイン / 発売：KADOKAWA」の表記となっている。

## 関連グッズ
ナタリーストアにおいて複数の「乱と灰色の世界」グッズが販売されている。